# Алгоритмы семейства FOREL
FOREL (Формальный Элемент) — алгоритм кластеризации, основанный на идее объединения в один кластер объектов в областях их наибольшего сгущения.

## Цель кластеризации
Разбить выборку на такое (заранее неизвестное) число таксонов, чтобы сумма расстояний от объектов кластеров до центров кластеров была минимальной по всем кластерам.
То есть наша задача — выделить группы максимально близких друг к другу объектов, которые в силу гипотезы схожести и будут образовывать наши кластеры.

## Минимизируемый алгоритмом функционал качества
{\displaystyle F=\sum _{j=1}^{k}\sum _{x\in K_{j}}\rho (x,W_{j}),},
где первое суммирование ведется по всем кластерам выборки, второе суммирование — по всем объектам {\displaystyle x}, принадлежащим текущему кластеру {\displaystyle K_{j}}, а {\displaystyle W_{j}} — центр текущего кластера, {\displaystyle \rho (x,y)} — расстояние между объектами.

## Необходимые условия работы
- Выполнение гипотезы компактности, предполагающей, что близкие друг к другу объекты с большой вероятностью принадлежат к одному кластеру (таксону).
- Наличие линейного или метрического пространства кластеризуемых объектов.

## Входные данные
- Кластеризуемая выборка

Может быть задана признаковыми описаниями объектов — линейное пространство либо матрицей попарных расстояний между объектами. 

Замечание: в реальных задачах зачастую хранение всех данных невозможно или бессмысленно, поэтому необходимые данные собираются в процессе кластеризации
- Параметр R — радиус поиска локальных сгущений

Его можно задавать как из априорных соображений (знание о диаметре кластеров), так и настраивать скользящим контролем.
- В модификациях возможно введение параметра k — количества кластеров.

## Выходные данные
Кластеризация на заранее неизвестное число таксонов.

## Принцип работы
На каждом шаге мы случайным образом выбираем объект из выборки, раздуваем вокруг него сферу радиуса R, внутри этой сферы выбираем центр тяжести и делаем его центром новой сферы. То есть мы на каждом шаге двигаем сферу в сторону локального сгущения объектов выборки, то есть стараемся захватить как можно больше объектов выборки сферой фиксированного радиуса. После того как центр сферы стабилизируется, все объекты внутри сферы с этим центром мы помечаем как кластеризованные и выкидываем их из выборки. Этот процесс мы повторяем до тех пор, пока вся выборка не будет кластеризована.

## Алгоритм
1. Случайно выбираем текущий объект из выборки;
2. Помечаем объекты выборки, находящиеся на расстоянии менее, чем R от текущего;
3. Вычисляем их центр тяжести, помечаем этот центр как новый текущий объект;
4. Повторяем шаги 2-3, пока новый текущий объект не совпадет с прежним;
5. Помечаем объекты внутри сферы радиуса R вокруг текущего объекта как кластеризованные, выкидываем их из выборки;
6. Повторяем шаги 1-5, пока не будет кластеризована вся выборка.

Псевдокод алгоритма на C-подобном языке:
```
 

#
define
 
R
 
30
 
//
ширина
 
поиска
 
локальных
 
сгущений
 
-
 
входной
 
параметр
 
алгоритма
 

clusterisation_not_finished
();
 
//
все
 
ли
 
объекты
 
кластеризованы
 

get_random_object
();
 
//
возвращает
 
произвольный
 
некластеризованный
 
объект
 

get_neighbour_objects
(
type
 
*
object
);
 
//
возвращает
 
массив
 
объектов
,
 
расположенных
 
на
 
расстоянии
 
<=
 
R
 
от
 
текущего
 

center_of_objects
(
type
 
*
mass_of_objects
);
 
//
возвращает
 
центр
 
тяжести
 
указанных
 
объектов
 

delete_objects
(
type
 
*
mass_of_objects
);
 
//
удаляет
 
указанные
 
объекты
 
из
 
выборки
 
(
мы
 
их
 
уже
 
кластеризовали
)
 

 

while
(
clusterisation_not_finished
())
 

{
 

   
current_object
 
=
 
get_random_object
();
 

   
neighbour_objects
 
=
 
get_neighbour_objects
(
current_object
);
  

   
center_object
 
=
 
center_of_objects
(
neighbour_objects
);
 

    

   
while
 
(
center_object
 
!
=
 
current_object
)
  
//
пока
 
центр
 
тяжести
 
не
 
стабилизируется
 

   
{
 

      
current_object
 
=
 
center_object
;
 

      
neighbour_objects
 
=
 
get_neighbour_objects
(
current_object
);
 

      
center_object
 
=
 
center_of_objects
(
neighbour_objects
);
 

   
}
  

   
delete_objects
(
neighbour_objects
);
 

}

```

## Эвристики выбора центра тяжести
- В линейном пространстве — центр масс;
- В метрическом пространстве — объект, сумма расстояний до которого минимальна, среди всех внутри сферы;
- Объект, который внутри сферы радиуса R содержит максимальное количество других объектов из всей выборки (медленно);
- Объект, который внутри сферы маленького радиуса содержит максимальное количество объектов (из сферы радиуса R).

## Наблюдения
- Доказана сходимость алгоритма за конечное число шагов;
- В линейном пространстве центром тяжести может выступать произвольная точка пространства, в метрическом — только объект выборки;
- Чем меньше R, тем больше таксонов (кластеров);
- В линейном пространстве поиск центра происходит за время О(n), в метрическом O(n²);
- Наилучших результатов алгоритм достигает на выборках с хорошим выполнением условий компактности;
- При повторении итераций возможно уменьшение параметра R, для скорейшей сходимости;
- Кластеризация сильно зависит от начального приближения (выбора объекта на первом шаге);
- Рекомендуется повторная прогонка алгоритма для исключения ситуации «плохой» кластеризации, по причине неудачного выбора начальных объектов.

## Преимущества
1. Точность минимизации функционала качества (при удачном подборе параметра R);
2. Наглядность визуализации кластеризации;
3. Сходимость алгоритма;
4. Возможность операций над центрами кластеров — они известны в процессе работы алгоритма;
5. Возможность подсчета промежуточных функционалов качества, например, длины цепочки локальных сгущений;
6. Возможность проверки гипотез схожести и компактности в процессе работы алгоритма.

## Недостатки
1. Относительно низкая производительность (решается введение функции пересчета поиска центра при добавлении 1 объекта внутрь сферы);
2. Плохая применимость алгоритма при плохой разделимости выборки на кластеры;
3. Неустойчивость алгоритма (зависимость от выбора начального объекта);
4. Произвольное по количеству разбиение на кластеры;
5. Необходимость априорных знаний о ширине (диаметре) кластеров.

## Надстройки
После работы алгоритма над готовой кластеризацией можно производить некоторые действия:
1. Выбор наиболее репрезентативных (представительных) объектов из каждого кластера. Можно выбирать центры кластеров, можно несколько объектов из каждого кластера, учитывая априорные знания о необходимой репрезентативности выборки. Таким образом, по готовой кластеризации мы имеем возможность строить наиболее репрезентативную выборку;
2. Пересчёт кластеризации (многоуровневость) с использованием метода КНП.

## Область применения
1. Решение задач кластеризации;
2. Решение задач ранжирования выборки.